# Силва Мендес, Кайо
Кайо Силва Мендеш (порт. Kaio Silva Mendes; род. 18 марта 1995 года в Варзеа-Гранди) — бразильский футболист, полузащитник клуба «Итуано».

## Биография
Кайо — воспитанник клубов «Жувентуде» и «Гремио». 11 февраля в поединке Лиги Гаушу против «Варанаполиса» Силва дебютировал в составе последнего. 16 июня в матче против «Шапекоэнсе» он дебютировал в бразильской Серии А. В том же году Силва помог клубу завоевать Кубок Бразилии. 29 октября 2017 года в поединке против «Аваи» Кайо забил свой первый гол за «Гремио». В том же году он помог клубу завоевать Кубок Либертадорес.

## Достижения
- Чемпион штата Риу-Гранди-ду-Сул (1): 2018
- Чемпион Кубка Бразилии (1): 2016
- Обладатель Кубка Либертадорес (1): 2017